# Tân Lập 1
Tân Lập 1 là một xã thuộc huyện Tân Phước, tỉnh Tiền Giang, Việt Nam.

## Địa lý
Địa giới hành chính xã Tân Lập 1:
- Phía Đông giáp xã Tân Lý Đông, huyện Châu Thành
- Phía Tây giáp xã Phước Lập
- Phía Nam giáp các xã Long Định, Tam Hiệp, Thân Cửu Nghĩa, huyện Châu Thành
- Phía Bắc giáp xã Tân Lập 2, Tân Hoà Thành.

Xã Tân Lập 1 có 28,71 km² (2,870.98 hécta) diện tích tự nhiên và dân số năm 2013 là 5.549 người.

## Lịch sử
Nghị định 68-CP ngày 11 tháng 7 năm 1994 về việc thành lập xã Tân Lập 1 thuộc huyện Tân Phước thuộc tỉnh Tiền Giang.